# Quellenangabe
Eine Quellenangabe ist in einer Veröffentlichung der Verweis auf eine Informationsquelle, auf die zurückgegriffen wurde, beispielsweise ein Buch, ein Zeitungsartikel oder eine Webseite.
Die Quellenangabe wird entweder direkt am Objekt (Artikel, Bericht, Foto, Zeichnung, Zitat) gemacht oder in einem gesonderten Quellen- oder Literaturverzeichnis angegeben. In Ton- oder Filmmaterial können die Quellen im Nachspann angesagt oder angezeigt werden.
Als Quellen können alle Dinge mit Informationsgehalt dienen, wie z. B. Fotos, Statistiken, Zeichnungen, Tonaufzeichnungen, Bildaufzeichnungen, Artikel in Zeitungen, Magazinen oder Zeitschriften. Die Angabe einer Quelle 'beweist' nicht, dass die Information richtig ist, sondern verweist nur auf die Herkunft der Information. Weil eine solche Offenlegung zur Transparenz der Wissensproduktion und -präsentation beiträgt, gelten solche Belege als Qualitätsmerkmal. Daher sind diese im wissenschaftlichen Diskurs obligatorisch. Andere Wissenschaftler, Kommilitonen oder auch Mitschüler bzw. Lehrer haben so die Möglichkeit, die Herkunft der Informationen und ihre Verlässlichkeit zu überprüfen. Die Geschichtswissenschaft verwendet einen besonderen Quellenbegriff, der Quellen von Sekundärliteratur unterscheidet.
Ein Zitierstil regelt die Art und Weise, wie Quellenangaben gemacht werden.
Erfolgt die Quellenangabe direkt am Objekt, so steht sie meistens in Klammern. Zum Beispiel:
- Laut Max Musterautor regierte Kaiser Hubert der Große Atlantis von 1111 bis 1112. (Max Musterautor: Atlantis. Berlin 1901, S. 123)
- Beobachtungen des Weltraumteleskops Hubble ergaben, dass sich die Monde des Uranus dem Planeten nähern. (Max Musterautor: Neue Uranus-Monde. In: Populäre Wissenschaft. Nr. 12, 2005, S. 12–13)

Im Internet kann man die Quellenangabe auch per Link anbringen. Zum Beispiel:
- Dies ist ein Beispiel. (http://example.com/Beleg.html, Stand: [Datum])

## Quellenangabe im Urheberrecht
Nachweise der Herkunft einer Information werden durch das Urheberrecht niemals eingeschränkt. Das Urheberrecht trifft lediglich Regelungen zur Verwendung fremden geistigen Eigentums. Die Rechtmäßigkeit dieser Verwendung fremden Gedankenguts ist unter anderem an die Angabe der Quelle gebunden. Je nach moderner Lizenz der Quelle ist mit der Quellenangabe möglicherweise bereits der Urheberschutz abgedeckt, wenn der Urheber besonders darauf hinweist. 

### Bundesrepublik Deutschland
§ 63 UrhG bestimmt, dass die Quelle deutlich anzugeben ist. In der Regel ist die genaue Angabe der Fundstelle erforderlich, also auch die Angabe des Kapitels oder der Seitenzahl bei umfangreicheren Werken.
Beispiel einer Quellenangabe:
Zitat: Der Begriff der Quelle umfasse jedenfalls die Bezeichnung des Urhebers und in allen Fällen auch den Titel des Werkes oder eine andere dieses identifizierende Bezeichnung […]. Auch die Angabe des Publikationsorgans […] wird davon erfasst.
Quellenangabe: Dietz in: Schricker, Urheberrecht 2. A., 1999, § 63 UrhG Rdnr. 13 f.

### Österreich
§ 57 des österreichischen Urheberrechtsgesetzes enthält detailliertere Vorschriften über die Quellenangabe als das deutsche Gesetz, unter anderem: 
 In den Erläuterungen (ErlRV) heißt es: „Bei Entlehnungen aus umfangreichen Werken muss also in der Quellenangabe auch die Seite, der Abschnitt, das Kapitel oder der Akt, wo sich die entlehnte Stelle befindet, angeführt werden“ (Dillenz, Materialien zum österreichischen Urheberrecht, 134, zitiert nach Dittrich S. 621).

2002 nahm der österreichische OGH zur Frage der Quellenangabe in der Entscheidung Riven Rock Stellung: 

„Nach § 57 Abs 4 UrhG bedarf die Unterlassung einer Quellenangabe der Rechtfertigung durch die im redlichen Verkehr geltenden Gewohnheiten und Gebräuche. Bei Auslegung dieser Bestimmung ist eine Abwägung der Interessen des Urhebers mit jenen des zur freien Werknutzung Berechtigten nach dem Verständnis loyaler, den Belangen des Urhebers mit Verständnis gegenübertretenden, billig und gerecht denkenden Benutzern (Vinck aaO § 63 Rz 2) geboten und danach zu beurteilen, ob dem freien Werknutzer neben der Nennung des Autors/Verlags auch die Nennung des Namens des Übersetzers von in einer Rundfunksendung verlesenen Roman-Zitaten zumutbar ist.“